# کیم گرانت
کیم گرانت (انگلیسی: Kim Tyrone Grant؛ زادهٔ ۲۵ سپتامبر ۱۹۷۲) یک بازیکن فوتبال اهل غنا است. وی همچنین در تیم ملی فوتبال غنا بازی کرده‌است. از باشگاه‌هایی که در آن بازی کرده‌است می‌توان به باشگاه فوتبال چارلتون اتلتیک، باشگاه فوتبال لوتون تاون، باشگاه فوتبال میلوال، باشگاه فوتبال یئوویل تاون اشاره کرد.